# 北栄州信号場
北栄州信号場（プギョンジュしんごうじょう）または北栄州駅（プギョンジュえき）は、大韓民国慶尚北道栄州市にある韓国鉄道公社（KORAIL）の信号場である。

## 路線
- 韓国鉄道公社
  - 嶺東線

## 歴史
- 1974年8月15日 - 開業。

## 隣の駅
韓国鉄道公社
嶺東線
栄州駅 - 北栄州信号場 - (文丹信号場) - 奉化駅